# Heilungsgottesdienst
Der Heilungsgottesdienst ist eine Form gottesdienstlichen Feierns, in dem das Gebet um Heilung von Krankheit, Leiden und Gebrechen im Mittelpunkt steht.

## Herkunft
Die Berechtigung für diese Gottesdienstform wird abgeleitet aus der Praxis Jesu, der ebenfalls zahlreiche Kranke (zum Beispiel „Blinde“, „Taube“ und „Lahme“) geheilt hat. Von dorther haben sich verschiedene Formen der liturgischen Zuwendung zu Kranken (zum Beispiel Gebet mit Handauflegung und Salbung) bewahrt.

## Gegenwärtige Praxis
Heilung als ein wichtiges Thema christlichen Glaubens wurde in dieser Folge vor allem im 20. Jahrhundert in der Kirche und Theologie wiederentdeckt und für die gottesdienstliche Praxis wiedergewonnen.  Im 21. Jahrhundert wird der Heilungsgottesdienst in manchen Kirchen, christlichen Glaubensgemeinschaften und Freikirchen sowohl im kleineren Rahmen der Seelsorge als auch im größeren Rahmen eines Gottesdienstes praktiziert. Das Gebet um Heilung geschieht im Heilungsgottesdienst meist unter Handauflegung. Zuweilen tritt auch die Salbung mit wohlriechendem Salböl hinzu.
Die lutherisch geprägten Gemeinden verbinden den Heilungsgottesdienst gerne mit der Feier des Abendmahles. Liturgisches Ziel der dort gefeierten Heilungsgottesdienste ist es, die auch Kranke umfassende Gemeinschaft der Christen in ihrem Zutrauen zu Gott, der Menschen in ganz unterschiedlicher Weise heilt und in den Bereich seines Heils nimmt, darzustellen.
In der charismatischen Bewegung und Pfingstbewegung gilt Krankenheilung als eine Gabe des Heiligen Geistes, was dazu führt, dass der Heilungsgottesdienst (eventuell mit Elementen wie Zungenrede) inzwischen eine eingeführte selbstverständlich gewordene Gottesdienstform ist.
Im christlichen Afrika spielen Heilungsgottesdienste bei praktisch allen Konfessionen eine wichtige Rolle, zum einen, weil in der afrikanischen Kultur Krankheit immer auch eine spirituelle Komponente hat, zum anderen, weil viele Afrikaner keinen Zugang zu medizinischer Versorgung haben und von daher in der Kirche die einzige Hoffnung auf Heilung sehen.
Für die Christian Science ist Heilung eines der wesentlichen Elemente ihres Glaubens.

## Grundsätzliche theologische Erwägungen
Bei allen Formen gottesdienstlicher Zuwendung zu einem Kranken darf die Freiheit Gottes nicht angetastet werden. So wird im Heilungsgottesdienst gerne auf den Vorbehalt in einem Gebet Jesu verwiesen: „Doch nicht mein, sondern dein Wille geschehe!“ (Mt 26,39–40 ). Dieser Hinweis ist im Gegenüber zu den Bewegungen (zum Beispiel manche Pfingstkirchen) wichtig geworden, die den Heilungsgottesdienst mit einem Heilungsversprechen verbinden. In der Vineyard-Bewegung etwa herrscht die Anschauung, dass im Heilungsdienst und im Heilungsgottesdienst durch die Kraft des Heiligen Geistes jede Krankheit geheilt werden könne, sei sie körperlicher, psychischer oder geistlicher Art.
Die Mehrheit der Kirchen und Bibelausleger sieht dieses deutliche Heilungsversprechen in Verbindung mit Gottesdienst und Seelsorge als nicht vom Neuen Testament her gedeckt an. Walter J. Hollenweger spricht in diesem Zusammenhang von der „Unberechenbarkeit der Gnade“ und rechnet mit allen drei Möglichkeiten im Blick auf die Wirkung von Heilungsgottesdiensten:
a) der Kranke wird im Heilungsgottesdienst tatsächlich gesund
b) der Kranke bleibt trotz Heilungsgottesdienst krank
c) der Kranke stirbt (zum Beispiel während oder kurz nach einer Operation)